# PWI Comeback of the Year
De PWI Comeback of the Year Award wordt jaarlijks uitgereikt door de professioneel worstelmagazine Pro Wrestling Illustrated. De PWI-lezers nomineren worstelaars die terugkeren in de worstelwereld na een langdurige blessure of pensioen.

## Winnaars en ereplaatsen
| Jaar | Winnaar              | Eerste ereplaats    | Tweede ereplaats | Derde ereplaats          |
| ---- | -------------------- | ------------------- | ---------------- | ------------------------ |
| 1992 | The Ultimate Warrior | Bob Backlund        | The Sheik        | The Junkyard Dog         |
| 1993 | Lex Luger            | Brutus Beefcake     | Ric Flair        | Paul Roma                |
| 1994 | Hulk Hogan           | Bob Backlund        | The Undertaker   | Alundra Blayze           |
| 1995 | Randy Savage         | The Heavenly Bodies | Savio Vega       | The Ultimate Warrior     |
| 1996 | Sycho Sid            | Jake Roberts        | Faarooq          | Road Warrior Animal      |
| 1997 | Bret Hart            | Curt Hennig         | Brian Pillman    | Ric Flair                |
| 1998 | X-Pac                | Sting               | Dean Malenko     | The Warrior              |
| 1999 | Eddie Guerrero       | Buff Bagwell        | Curt Hennig      | Michael Hayes            |
| 2000 | Rikishi Phatu        | Dusty Rhodes        | The Undertaker   | Vince McMahon            |
| 2001 | Rob Van Dam          | Steve Austin        | Booker T         | Scott Hall               |
| 2002 | Hulk Hogan           | Eddie Guerrero      | Chris Benoit     | Ron Killings             |
| 2003 | Kurt Angle           | Goldberg            | Raven            | Último Dragón            |
| 2004 | Edge                 | Jeff Hardy          | William Regal    | Chavo Guerrero sr.       |
| 2005 | Road Warrior Animal  | Matt Hardy          | Raven            | Hulk Hogan               |
| 2006 | Sting                | Sabu                | Jeff Hardy       | Finlay                   |
| 2007 | Jeff Hardy           | Triple H            | Rey Mysterio     | The Steiner Brothers     |
| 2008 | Chris Jericho        | Jeff Jarrett        | William Regal    | Sheik Abdul Bashir       |
| 2009 | Jerry Lynn           | Ricky Steamboat     | The Undertaker   | Mick Foley               |
| 2010 | Rob Van Dam          | Kane                | Edge             | Jeff Hardy               |
| 2011 | Sting                | Mark Henry          | Austin Aries     | Montel Vontavious Porter |
| 2012 | Jeff Hardy           | The Rock            | Brock Lesnar     | Layla                    |